# Støvregn
Støvregn er meget fin nedbør, der består af vanddråber, der er mindre end regn - generelt mindre end 0,5 mm (0,02 in) i diameter.

## Effekter
Mens støvregn kun har ubetydelig effekt på mennesker, kan frysning af støvregn føre til forræderiske forhold. Frossen støvregn forekommer, når underafkølede regndråber lander på en overflade, hvis temperatur er under frysepunktet. Disse dråber fryser øjeblikkeligt ved nedslaget, hvilket fører til opbygning af islag (undertiden kaldet sort is) på vejenes overflade.